# Tommy Keene
Tommy Keene (Evanston, 30 giugno 1958 – 22 novembre 2017) è stato un cantautore statunitense.

## Biografia
Nacque a Evanston, Illinois, ma crebbe a Bethesda, nel Maryland dove si diplomò nel 1976 alla Walter Johnson High School. Suonò la batteria con il musicista Nils Lofgren. frequentò poi l'Università del Maryland.
Divenne membro della rock band di Washington, The Razz, con la quale pubblicò diversi singoli indipendenti locali. Il suo primo EP da solista risale al 1984, Places That Are Gone, e divenne una delle pubblicazioni indipendenti più vendute dell'anno. Nello stesso anno, il Washington City Paper lo indicò come "uno dei migliori cantautori pop". Il disco ottenne una recensione a quattro stelle su Rolling Stone e fu votato al primo posto degli EP dalla rivista Village Voice Pazz & Jop l'anno successivo. Pubblicò poi diversi album su etichette come Dolphin, Geffen e Matador Records. Lavorò con i produttori T-Bone Burnett, Don Dixon e R. Walt Vincent. Ha fatto tournée e ha pubblicato un album con Robert Pollard, dei Guided by Voices sotto il nome "The Keene Brothers". Era anche un membro della band di supporto dal vivo di Pollard "The Ascended Masters" con Jon Wurster, Jason Narducy e Dave Phillips. Inoltre, è stato in tournée come chitarrista aggiuntivo nei Boston Spaceships di Pollard. Keene ha anche suonato la chitarra nella canzone dei Goo Goo Dolls, " Broadway ", nel loro album del 1998, Dizzy Up The Girl.
Nel 2011, ha pubblicato il suo nono album in studio originale, Behind The Parade con la Second Motion Records. Questa è stata la quarta uscita in collaborazione con il fondatore di Second Motion, Stephen Judge. Judge aveva pubblicato la retrospettiva in due dischi di Keene del 2010 Tommy Keene: You Hear Me e la sua versione precedente, Crashing The Ether. L'uscita di Keene del 2006, Eleven Thirty Records, è stata pubblicata mentre Judge era direttore di A&R e direttore generale presso Redeye Distribution .
Morì nel 2017 mentre dormiva per arresto cardiaco, all'età di 59 anni.

## Discografia

### Album in studio
- 1982 - Strange Alliance
- 1986 - Songs from the Film
- 1989 - Based on Happy Times
- 1995 - Ten Years After
- 1998 - Isolation Party
- 2002 - The Merry-Go-Round Broke Down
- 2006 - Crashing the Ether
- 2009 - In the Late Bright
- 2009 - Burnett / Dixon Demos
- 2011 - Behind the Parade
- 2013 - Excitement at Your Feet
- 2015 - Laugh in the Dark

### Compilation
- 1993 - The Real Underground
- 2002 - Merry-Go-Round Broke Down
- 2004 - Drowning
- 2010 - You Hear Me

### Live
- 2001 - Showtunes
- 2016 - Showtunes II

### EP
- 1982 - Back Again
- 1984 - Places That Are Gone
- 1993 - Sleeping on a Roller Coaster

### Singoli
- 1982 - Back to Zero Now